# بوب لافي (مقدم برامج إذاعية)
بوب لافي (بالإنجليزية: Bob Levy)‏ هو مقدم برامج إذاعية أمريكي، ولد في 12 أغسطس 1962.

## وصلات خارجية
- الموقع الرسمي
- بوب لافي على موقع IMDb (الإنجليزية)